# 缶コーヒー

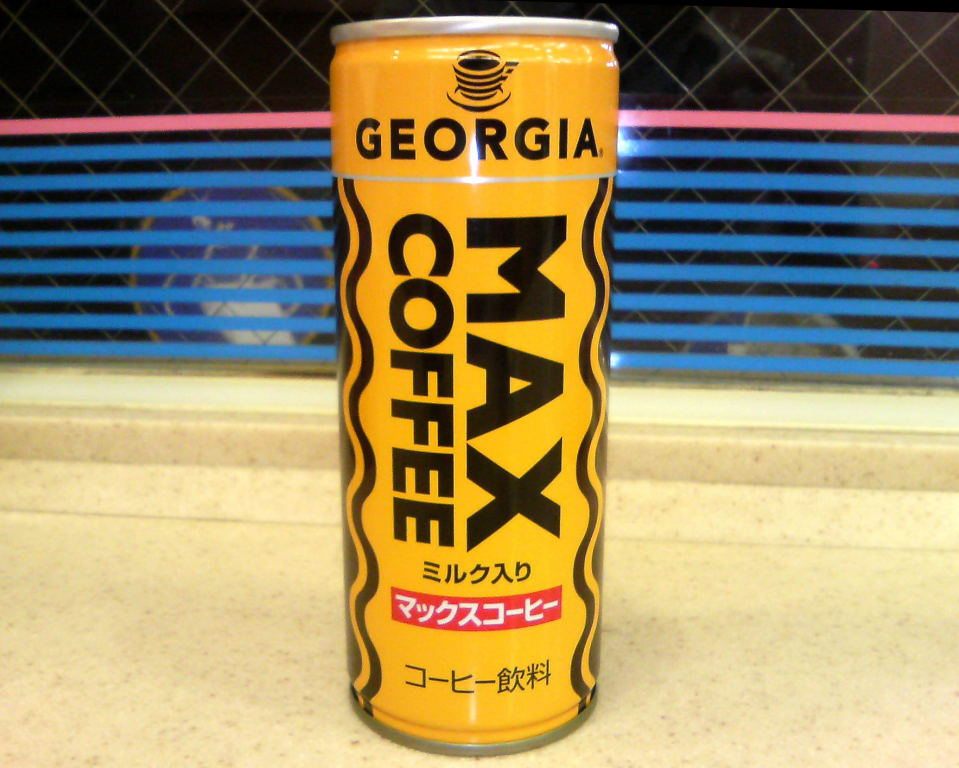
缶コーヒーのひとつマックスコーヒー

缶コーヒー（かんコーヒー）とは、缶に入っていて、すぐに飲むことのできるコーヒー、コーヒー飲料、コーヒー入り清涼飲料、あるいは（コーヒー入りの）乳飲料である。主に自動販売機や駅売店、コンビニエンスストアなどで販売されている。チルドカップやペットボトル入りの製品と総括してレディ・トゥ・ドリンクコーヒーとも呼ばれる。

## 概要
缶コーヒー（英：canned coffee）はコーヒーを加工して作られる様々な二次産品（コーヒー風味の菓子やパンなど）の一つで、工業用コーヒー市場の製品に分類される。同じ保存食であるインスタントコーヒーの簡便性がさらに高められ、屋外でも手軽に消費可能である点が特徴。
日本では喫茶店ブーム、インスタントコーヒーブームを経て本格的に商品化され、自動販売機の発達とともに飛躍的な成長を遂げた。以降も市場は拡大を続け、2008年時点で日本での清涼飲料水におけるシェアは3割を超えている。郊外のスーパーマーケットやディスカウントストアなどでは、24〜30本入りの箱単位で売られることも多い。
日本にて缶コーヒーに関する各種調査が行われており、各種項目において首位に選出されることが多い銘柄は「ジョージア」となっている。最近ではヘルシア等の健康補助的コーヒー飲料も人気がある。
缶コーヒーが持つ、独特の風味・香り・味が発生する要因として、スチール缶など容器ごと行う殺菌工程、添加剤成分（後述）、コーヒーが本来持つ香りが熱や時間が経つことで飛んで薄くなってしまう特性（後述）、などが挙げられる。また、レギュラーコーヒーと差があると感じる人も存在するため、それに匹敵する味を求めて絶えず改良が行われている。
容器入り清涼飲料水の製造において、缶コーヒーは手間の掛かる部類に入り、ライン清掃の間隔が他の飲料と比べ短く数時間から十数時間ごとに必要となっている（比較事例として緑茶は3-4日間隔）。また、製造直後からの味の変化が他の飲料と比べて大きく、フレーバーが落ち着くまでに1週間程度を要し、経過後に味・品質が一定となってから抜き取り検査を行い、合格したものを工場から出荷する体制となっている。
飲み方に個々の嗜好が強く反映されるコーヒーを一様にパッケージして販売するという特異性ゆえに、日本独特の飲料とみられていた部分もあったが、実際には1970年代後期からはアジア、1990年代からは欧米など日本以外の国でも一部製造販売されている。特に東南アジアにおける販売伸張が目立つ。

## 容器
日本の清涼飲料に使用される容器の構成は1999年頃にPET素材と缶の割合が逆転し、2000年代においてペットボトルが全体の88.1%となっており缶の使用は大きく減退しているが、コーヒー系清涼飲料に限れば2000年代においても缶が主流で、その割合は71.5%と大きく占めている。その理由として、食品衛生法で定められた高温・高圧での殺菌を行う（ただし、特性上完全な殺滅は困難。詳細は缶コーヒーの成分の節参照）ため、スチール缶が強度的な面から多用される状況、と全国清涼飲料工業会は見解を示している。
一方、ブラックコーヒーを中心にアルミ缶を採用する動きが進んでいる。ミルク入りコーヒーについては、内部にガスを充填して強度を高めているアルミ缶はボツリヌス菌の繁殖を識別しにくく、また、アルミ缶は缶底がドーム状に凹んでいて打検による菌の繁殖の検査も困難であることから、業界団体によりアルミ缶の使用が規制されていた。しかし、衛生管理の進歩等を踏まえ2014年8月にアルミ缶の使用が認められるようになり、ミルク入りコーヒーについてもアルミ缶の使用が進みつつある。
2010年頃から従来のプルトップタイプの缶の他に、リキャップ缶と呼ばれる蓋の開け閉めが可能なボトルタイプの普及が進んでいる。
2017年にはサントリーがペットボトル入りのコーヒー「クラフトボス」を発売し、若年層・女性層からの大きな支持を獲得した。これに他社も追従し、ペットボトル入りのシェアが大きく伸びる一方で、缶入りコーヒーの市場は落ち込みを見せている。ただし、ペットボトルはその特性上、乳固形分が3.0%以上の乳飲料を販売することは難しい、遮光性に乏しく缶と比べて保存期間が短くなるといった課題もあり、缶入りコーヒーとの棲み分けが進んでいる。
また、2020年ごろからコロナウイルスが流行したことにより外出制限が敷かれ、缶コーヒー市場は大きな打撃を受けた。

## 世界における展開・普及状況
欧米においては1960年代以降、清涼飲料の容器が瓶や缶へと移り変わっていったが、コーヒーの販売機だけはカップ式が依然主流のままであった。日本の缶コーヒー市場における成功に倣いホット自販機を取り入れる試みが過去に行われたが、市場の関心は薄かったという。
1970年代後半から1980年代前半にアジア向け展開が活発化したが、欧米では長らく極小規模の範囲で留まっており、日本でいう350ml相当の缶にミルク・糖分多めの商品が日系やアジア系のメーカーから数種発売されている程度であった。これは日本のように、屋外にも莫大な数の自動販売機（清涼飲料用）が設置されている国が世界的に類がなく、また「アイスコーヒー」という文化がスターバックスで成功するまであまり馴染みがないためでもあった。アメリカでは、コーヒー豆をミルで挽いた粉状のもの（レギュラーコーヒー）を缶詰にしたものを「Can Coffee」と呼ぶ（⇒和製英語）。
しかし、1990年代中盤にはアメリカ向け展開が本格化し、スターバックス効果によりアイスコーヒーが都市部では定着していったことも作用しブランド投入や自販機導入（アメリカのスターバックス社が導入した自販機は電磁誘導加熱装置を取り入れているとみられる）など積極的な市場展開を進め、2000年代後期には欧州でも展開が行われている。
アメリカでは、2016年現在においても缶コーヒーが日本のようなごく「普通の一般的な飲み物」としては認識されていない。缶紅茶も同様である。
「イリー イッシモ」のケースでは、公式サイトの言語が英語、日本語、ドイツ語、フランス語、ヘブライ語の5つしかなく、開発元の一つであるイッリカッフェがイタリアの企業なのにイタリア語が存在しない。

## 沿革

### アメリカ合衆国
- 1876年、チェイス・アンド・サンボーンカンパニーが開発[14]とも。なお、米国特許商標庁の特許文献検索では製缶会社による1940年代の缶コーヒー製造法特許[15]を確認することができる。
- 1994年、コーヒー店チェーンのスターバックス社がペプシコ社とパートナーシップを締結。以降、アメリカ内における缶コーヒー「Starbucks DoubleShot」の発売（2002年）や、加温可能な自社ブランドの自動販売機導入など積極的な市場展開を進める。
- 2008年、コカ・コーラ社はイタリアの大手コーヒーロースター・イッリカッフェと提携を結び、オーストリア、クロアチア、ギリシャなどヨーロッパの10カ国で缶コーヒー「イリー イッシモ」を販売。

### シンガポール
1977年、日本のポッカレモン株式会社が子会社（Pokka Corporation（Singapore） Pte. Ltd.）を設立。現地工場にて缶コーヒーの生産を開始。1979年からは日本、香港へと輸出。

### スイス
1991年、世界的食品企業のネスレがコカ・コーラ（The Coca-Cola Company）社と合弁し、Coca-Cola & Nestle Refreshmentsを設立（のちに「Beverage Partners Worldwide」へ改称。2007年にネスレへ販売権返還）。アジアを中心に世界各国で「ネスカフェ」ブランドの缶コーヒーが販売されるようになる（アメリカでは1996年から販売）。

### 台湾
1982年、食品会社の金車が、台湾市場において缶コーヒー「伯朗咖啡（Mr. Brown Coffee）」の販売を開始。

### 日本
- 1959年
  - 1月 - 外山食品が「ダイヤモンド缶入りコーヒー」を発売[14]。
  - 明治製菓（現：明治）が「明治コーヒードリンクス」を50円で発売。200g入り缶の無糖ブラックコーヒーであった[16]。
- 1965年9月14日、 島根県浜田市のコーヒー店「ヨシタケコーヒー」の店主・三浦義武が日本橋三越で「ミラ・コーヒー」を販売。200g入り缶80円。砂糖入りだがミルクなしのセミブラックコーヒーだった。1968年まで約3年間にわたって関西を中心に販売された。当時、浜田市中において盛んだった製缶技術を利用して製造されたもので、半年後に開缶しても濁らず、中身が沈殿することがなかった[17]。
- 1969年 - 上島珈琲本社（現：UCC上島珈琲）が、コーヒー牛乳にヒントを得てミルク入り缶コーヒー「UCCコーヒー ミルク入り」を発売した。缶の色は上部の茶色はコーヒー豆、中部の白色はコーヒーの花、下部の赤色はコーヒーの実をイメージしている（この色の組み合わせは20色彩商標に登録されている）。「缶コーヒーの世界最長寿ブランド」として2019年にギネス世界記録に認定されており、世界初の缶コーヒーと報道されることもある[18]。当時は瓶入りのコーヒー牛乳が外出先で購入できる一般的なコーヒー飲料であったが、缶コーヒーの登場によって人々は自由にコーヒー飲料を持ち歩くことができるようになった。創業者の上島忠雄が、鉄道駅で売られていた瓶入りコーヒー牛乳が、列車発車時に飲みかけで返却しなければならないことが多いのを「もったいない」と感じて発案した[19]。ただし、UCCの缶コーヒーは、乳固形分の比率が高く乳飲料に該当する。
- 1971年 - サンガリアが「サンガリア缶コーヒー」を発売。市場が瓶から缶に移行すると見込んでの発売だった。
- 1972年 - ポッカレモン（現：ポッカサッポロフード&ビバレッジ）が「ポッカコーヒー」を発売。コーヒー5g以上というコーヒー規格の缶コーヒーとしては初である。
- 1973年 - 大同薬品工業（後のダイドー → ダイドードリンコ）が「ダイドージャマイカンブレンドコーヒー」（後のダイドーブレンドコーヒー）で同年に実用化されたホット販売専用自動販売機と同時に登場。また、コーヒーは温めても冷やしても飲まれることに目をつけたポッカ（現：ポッカサッポロフード&ビバレッジ）は、冷却と加熱の切り替えが可能な、ホットオアコールド式自動販売機を開発した。この自動販売機の普及によって、夏の飲み物であった缶コーヒーは通年商品となり、市場は大きく拡大した。また2017年5月時点では製造をしていない不二家もこの頃は缶コーヒーを製造していた。
- 1975年 - 日本コカ・コーラ社が「ジョージア」を発売。
- 1983年
  - 1億ケースを突破。
  - ポッカより160ml缶入りのブラックコーヒーが発売。
- 1986年頃から、アサヒ・キリン・サントリーといったビール系企業が本格参入。豆の品種や製法に焦点をあてたイメージ戦略で清涼飲料系缶コーヒーとの差別化を図る。
- 1988年 - チェリオが「ブルースコーヒー」を発売。
- 1990年 - 3億ケース（1ケース=30本）を突破。飲料市場における缶コーヒーの割合は全体の約4分の1に達した。
- 2001年頃から、300g前後のボトル缶が登場。
- 2003年頃から、190gの寸胴型ボトル缶が登場しており、主にプレミアム志向のコーヒーがやや高めの価格設定（1本140円前後）で販売されている。これらボトル缶は、缶に直接口をつけることに抵抗感のある女性向けに開発されたものである。また、リキャップが可能であり、190g寸胴型ボトルでは熱を通しにくいシュリンクを採用し、持ちやすさなどの工夫もなされている。
- 2000年代中盤頃から、メタボリックシンドロームが話題になるなど健康志向が高まっていることや、エスプレッソなど苦みの強いコーヒーを提供するカフェが普及したことが影響し、缶コーヒーも糖分の少ないタイプが好まれるようになり微糖・無糖コーヒーの需要・市場が伸びている[20][21]。無糖コーヒーはボトル缶使用による利便性の向上や味の向上によって改良された商品が増えてきている[20]。
- 2000年代前半から中盤における缶コーヒーの市場規模は推定約3億5000万ケース[22]と横ばい〜微減状態で停滞気味に推移しており[22][23]、要因としては消費者の嗜好変化によるチルドカップコーヒーへの移行、健康志向の拡大により主軸商品であるミルク・砂糖入りのカテゴリーの苦戦やそれの影響による低糖・微糖・無糖コーヒーの需要拡大による差分埋め合わせ、が挙げられている[22]。
- 2008年、前述の低糖・微糖・無糖コーヒーの需要拡大が功を奏し、2007年比1.5%増と久々に上昇傾向に転じた[24][25]。

## 日本における状況

### 表示の定義
「コーヒー」「コーヒー飲料」などの表示の定義はしばらく存在しなかったが、自販機の普及による販売競争激化に加え、1975年に発生したブラジル大霜害の影響で生豆価格が高騰していたことから、極端に低濃度の製品や代替物を使用した粗悪品が市場に流通してしまう恐れが生じた。これによって、業界団体は製造規約を制定、のちに公正取引委員会が正式に告示した「コーヒー飲料等の表示に関する公正競争規約」（1977年制定）に基づき次の3種類に区分された。

#### 製品内容量100グラム中の生豆使用量
コーヒー
5グラム以上
コーヒー飲料
2.5グラム以上5グラム未満
コーヒー入り清涼飲料
1グラム以上2.5グラム未満
喫茶店などで供されるコーヒーの場合、1杯（100〜150ml）あたりの生豆使用量は約10グラム程度とされるため、濃度規格をもっと上げるべきだという意見も挙げられていた。しかし、飲用するシチュエーションが異なる缶コーヒーとレギュラーコーヒーを同列で比較するのは無理があるという観点から、当範囲内に収めるのが妥当という結論に至っている。また、複雑化を避けるため当初は2区分にとどめる予定であったが、低濃度の瓶入りコーヒーも対象に含まれることになり3区分へと範囲が拡げられることとなった。

#### その他の定義
- 製品に乳固形分を3%以上を含むものは「乳及び乳製品の成分規格等に関する省令」に基づき「乳飲料」となる（「カフェ・オ・レ」「カフェ・ラッテ」「コーヒー牛乳」など）。
- 糖類、乳製品、乳化された食用油脂を使用したものに「ブラック」と表示してはならない。ただし糖類のみを使用したものに限り「加糖」と併記することで「ブラック」と表示する事ができる。
- 「無糖」「微糖」は健康増進法の栄養表示基準[27]に基づき従った内容であれば無条件、もしくは条件付きで表示可能[28]。「無糖」は糖類0.5g以下の場合、使用可能[27]。「微糖」が無条件で使用可能なのは絶対表示の場合のみで、「100gあたり糖類2.5g以下」を満たすことによって「微糖」「低い」「少ない」「控えめ」等の表現が自由に使用可能[28]。「微糖」が条件付きで使用可能なのは、相対表示の場合で、各社が独自に定めた糖類量の「標準値」からマイナス2.5g/100ml未満の場合『当社標準品に比較』という注意書き付きで「微糖」「低い」「少ない」「控えめ」等の表現が使用可能となる[28]。この場合、日本コーヒー飲料協会の調査値や「飲料以外の食品」の基準に基づく「100mlあたり糖類5g以下」が準用されているケースが多い[28][29]。
- 缶に「ミルク入り」などと表示する場合は、乳脂肪分3%以上、無脂乳固形分8%以上の成分を有する乳製品がコーヒー飲料の内容重量に対し5%以上使用されていなければならない。
- 「ブルーマウンテン」のように特定種のコーヒー名を表記した場合は、他種のコーヒーを混合してはならない。
- 「モカ・ブレンド」のように特定種のコーヒー名と混合した表記の場合は、その種のコーヒーを51%以上使用していなければならない。
- 「早挽き」「深煎り」「デミタス」の表示には特に規定が無く、メーカー側の判断によって使用されている[28]。

### 自動販売機

#### 展開
日本のように屋外に大量の自動販売機が設置されている国は他に類をみない。治安の良さ以外にも以下の事例が起因となって自販機が普及し、缶コーヒー販売に大きく寄与している。
1975年頃から「白ベンダー業者（ノーブランド自販機の訪問販売業者）」が台頭する。いわゆる自販機ビジネスの先がけとなった商売で、斬新な商法と販売力で設置台数を拡大させていった。1970年代末には全国に700社以上もの業者が存在していたといわれる。ホット&コールド自販機の誕生と重なるこの時期は業者間の競争も激化した。その将来性が見込まれて製造メーカーには注文が殺到、奇抜なデザインや購買意欲を刺激する付加要素を備えた自販機が多く登場し缶コーヒーの売り上げに拍車をかける一因となった。のちにこの自販機ビジネスは飲料メーカーからも注目を浴びて提携が組まれるようになり、商標入りの自販機が取扱いの主流になってゆく。

#### 機能
缶コーヒーの需要を飛躍的に伸ばした要因に冷温可能な自動販売機の普及がある。
単一温度型
加熱と冷却の選択ができる自販機。1972年に三共電器によって開発され、ポッカが初めて導入した。
複数温度型
一台で加熱と冷却の両方を同時に販売できる自販機で、1976年に三洋電機自販機によって開発された。
IH自販機
電磁誘導加熱装置が搭載されている自販機。待機時は常温（あるいは低温）で缶飲料を保管し、販売時のみ選択商品を急速加熱して提供する。250ml缶なら1分未満で約140度まで加熱可能。この機能により温度維持に消費されていた電力を削減、製品の劣化スピードが抑制され補充管理にかかる負荷も軽減するなど、従来のホット自販機の問題点を大幅に解消している。日本国内では1993年に富士電機が開発し、ダイドーが導入した。

### 主なメーカーと主要銘柄（過去のメーカー・主要銘柄を含む）
缶コーヒー市場占有率における首位銘柄は「ジョージア」となっている。
- UCC上島珈琲
  - UCCミルクコーヒー
  - UCCブラック・無糖
- 日本コカ・コーラ
  - ジョージア
- サントリーフーズ / サントリー食品インターナショナル（サントリーホールディングス）
  - BOSS
  - Roots - キーコーヒーとの共同開発。かつてはジェイティフーズ（日本たばこ産業）から販売されていた
- キリンビバレッジ
  - FIRE（ファイア）
  - 小岩井 ミルクとコーヒー（280ml[注 1]）
- アサヒ飲料（アサヒグループホールディングス）
  - Wonda（ワンダ）
- ダイドードリンコ
  - ダイドーブレンド
- ポッカサッポロフード&ビバレッジ（サッポロホールディングス）
  - ポッカコーヒー
  - Aromax
  - 生粋（きっすい）
  - がぶ飲みミルクコーヒー
- ネスレマニュファクチャリング／大塚食品
  - ネスカフェ・エクセラ
  - ネスカフェ・ゴールドブレンド
- 味の素ゼネラルフーヅ（AGF）
  - ブレンディ プラス 微糖
  - ブレンディ 挽きたてカフェオレ カロリーハーフ
- 三本珈琲
  - M.M.C.コーヒー
- サンガリア
  - サンガリアコーヒー

他
- サンコー
  - fabo（ファボ）
- ヤクルト本社
  - 珈琲たいむ
- 岩泉産業開発
  - 龍泉洞珈琲（2000年・2001年・2002年モンドセレクション金賞受賞）
- 伊藤園（ITO EN）
  - W coffee
  - Tully's Coffee
- ハウスウェルネスフーズ
  - ウィニング 炭焼き微糖
- 花王（Kao）
  - ヘルシアコーヒー
- 興和（Kowa）
  - コーワ パワードコーヒー
- チェリオ
  - ブルースコーヒー

など

### 主なパッカー
パッカーとは受託充填工場のことをいう。缶コーヒーを含めた清涼飲料水の製造はメーカーの自社工場によるものと、パッカーに受託生産されるものとに分かれており、その生産比率はほぼ半分にまで達している（2008年）。原則としてメジャーブランドやプライベートブランドの製品製造に携わったパッカーの社名が表に出る事は殆ど無いが、一部のパッカーは自社ブランド製品なども展開させている。缶コーヒーの黎明期においては、缶詰加工業者や各県の農協加工場がパッカーとして主な役割を果たした。これは、缶コーヒー製造において必要なレトルト設備を最初から備えていることが大きかった。また、ビン入りラムネ製造業者の業態転換も多く見られた。これらパッカーは飲料生産に必要不可欠な存在であるとともに、缶コーヒーが急成長した歴史とも深く関係している。
- 日本アスパラガス
- 日本キャンパック
- ジャパンフーズ
- ホテイフーズ
- 丸善食品工業
- ゴールドパック
- ニッセー
- 大東乳業
- 宝積飲料
- 日本果実工業
- 九星飲料工業
- 各県農協加工場

など

### 缶コーヒーのユーザー層
市場を支えるヘビーユーザーの定義は各年代によって変化している（後述）。

#### 1980年代
カネボウ食品（現：クラシエフーズ）が1980年に行った調査では、男性は20代〜30代、女性は20代前半の飲用率が高い。本数は月間1〜2本程度が最も多く、20代の中には月に6本以上を飲用するヘビーユーザーも若干数存在していた。また、嗜好調査では10代から最も高い支持を得ていた。このように若者主体型の商品であったことから、中高年への需要喚起が今後の検討課題とされていた。

#### 1990年代
1992年、サントリーは新ブランド「BOSS」の開発にあたって徹底的な消費者調査を行う。その結果、購入者の80%は男性で、中でも1日に1本以上飲用するヘビーユーザーが全消費の6割を占めていた。このことから缶コーヒーの販売にはヘビーユーザーの獲得が不可欠であることがわかった。
ヘビーユーザー像
- 25〜35歳前後で身体を動かすような職業
- 基本的に仕事熱心で割と規則正しい生活
- テレビをよく見る
- 甘いものが嫌いではなく、缶コーヒーの味覚の違いがわかる
- 普段飲む主飲ブランドと、時々飲む次飲ブランドを持つ
- 選好性はショート缶のほうが高く、ブランドへのこだわりも強い
- 自販機での購入が多く、新製品が出たらとりあえず試し、口に合わなければ次からは買わない
- 缶コーヒーとレギュラーコーヒーはあくまでも別物であると認識している

飲む状況
- 通勤途中
- 仕事中や休憩中
- タバコを吸いながら
- 工事現場（近くで工事が始まるという情報があるとポッカのショート缶を大量に仕入れるコンビニがある）

この働く男性をターゲットとした販売戦略は成功を収め、以降の市場における方向性に影響を与えた。

#### 2000年代
缶コーヒーを求めるヘビーユーザーのリピーターは安定傾向であるものの、その一方で女性や若年層には広がりをみせず、メーカーはその層の取り込みを模索することになる。
2003年に初採用され、2004年多数使用された190g広口ボトル缶商品は再度蓋ができる機能とデザインで女性に人気を得たが、一時的なもので定着せずに縮小していった。また、1993年に発売開始となったチルドカップコーヒーはスターバックスなどに代表されるシアトル系カフェブームの影響で、缶コーヒーよりも店舗の味わいに近いことによって女性に選択され市場規模が拡大し、缶コーヒー市場停滞の一因となった。
2008年時点において、缶コーヒーのメインユーザーは30-40代の男性となっており、ヘビーユーザーの定義は「一日3本程度飲む人」となっている。また、ユーザーの高齢化が進行しており、若い男性や女性層の取り込みが引き続いて課題となっている。

## 缶の種類
ショート缶
190g前後の缶を使用したコーヒー。1980年代後半以降は最も一般的な容量となっているため、ショート缶と呼称される機会は減っている。
ロング缶
250g前後の細長い缶を使用したコーヒー。「コーヒー」は少なく、「コーヒー飲料」が主流となる（まれに「コーヒー入り清涼飲料」の場合も）。流行がショート缶へと移り変わる過渡期には、長さが190gサイズと同等でありながら横幅が広い「太缶」といわれる250g缶も散見された。
デミタス缶
170g前後の缶を使用したコーヒー。但し、190g缶のデミタスもある。
ボトル缶
ペットボトルのリシール（再栓）機能とアルミ缶のリサイクル性を兼ね備えており、俗にリキャップ缶とも呼ばれる。190g前後で細めの寸胴状のもの（TEC缶 - 東洋製罐、WORC - 大和製罐）と、300g前後・400-500g程度の寸胴な集乳缶形状（ニューボトル缶 - 大和製罐・アルテミラ製缶）をしたものがあり、飲み口が広いことから飲用時の香り受けが非常に良い。
350g缶
コスト的な影響から、コーヒーの350g缶は極めて稀で「コーヒー飲料」としても極少数に留まる。徳用感があり、止渇飲料としての量的欲求に適合するため、夏場における販売比重が高い。日本国内の350g缶は長らくダイドードリンコの「アメリカンコーヒー」のみであり、これが唯一の通年販売品（レギュラー品）でもあったが、2019年現在は他にサントリーの「BIG BOSS」および「BIG BOSS カフェオレ」が350g缶として発売されている。ただし、ボトル缶を含めた場合はこの限りではなく、多数の350g缶が存在する。
樽型缶
樽型の形状をしており一種の高級感がある。もとは缶ビール用として開発されたもので、のちに缶コーヒー用へと改良された。本格志向へと流行が移行し始めた頃に生まれ、その雰囲気作りに一役買っている。
ウエストウェーブ缶
かつてJTから発売されていた缶コーヒー「Roots」シリーズで採用されていた缶。缶胴下部に殺菌時の熱効率を上げる括れ加工が施されており、コーヒーカップを思わせる独特の形状をしている（MC缶 - 北海製罐）。
ビード缶
缶材が薄くても外圧に耐えられるよう、ドラム缶のような輪帯（ビード）加工が施され表面が波打っている。鋼材高騰を背景にコスト面で優れていた。デザイン上難があったため80年代しか普及しなかったが、2010年代になって環境に配慮したデザインとしてワンダやポッカコーヒーなどに採用されている。
セルフヒーティング缶

20世紀初頭に発明された自己発熱機構を備える食品缶。1940年代の欧米にはこの機構を採用したコーヒーがすでに存在していたが使用状況は限られた。2000年頃から加温可能な自動販売機の代替として再び注目されている。普通の缶飲料より割高な点がデメリット。

## 缶コーヒーの成分
低酸性飲料であるコーヒー飲料は細菌汚染による変質リスクが炭酸飲料と比べて高い（ブラックコーヒーは除く）。乳成分を含んでいることや加温販売されることも細菌の育成条件に適っているため、添加される成分は保存性に重きがおかれる。

### 水
水はコーヒーの抽出に必要な成分。硬度は高いほど苦みやロースト感に作用し、低いほど酸味やマイルド感に作用する。ただしカルシウムやマグネシウムの含有量が高すぎると乳成分が不安定になるため硬度150ppm未満が望ましいとされる。また、塩類を多く含む水はコーヒーの香味を阻害し乳成分の熱安定性にも悪影響を及ぼすという。

### コーヒー
コーヒーは缶コーヒーの主となる成分。ミルクコーヒーが全盛だった時代はミルクにコーヒーの風味が打ち消されないよう、安価でえぐ味の強い「ロブスタ豆」を強焙煎することで苦みと焙煎臭を生かしていた。しかし本格志向へと流行が移り、乳成分の比率が抑えられてからは上品な芳香を持つ「アラビカ豆」をメインにした缶コーヒーが多数となっている。
コーヒー液は主にドリップ式によって抽出される。インスタントコーヒーや濃縮抽出液（コーヒーエキス）が使用される場合もあるが主流ではない。抽出後のコーヒー液は酸度が上昇（pH5.0〜5.5付近）するが、乳成分がクロロゲン酸などの有機酸群と反応すると乳タンパク質が不安定になり凝集・沈殿の可能性が生じてしまうため、重曹などで中性寄り（pH6.0〜6.5付近）に調整が施される。経時による風味劣化の抑制には「ビタミンC」などの酸化防止剤が添加される。

### 乳成分
乳成分は缶コーヒーをマイルドな口あたりにするが、その比率が高まるほど「コーヒーらしさ」から離れる傾向がある。缶コーヒーに使用される乳成分は牛乳のほか粉乳、煉乳などがある。その扱いは乳等省令に基づき厳しい管理がなされる。
「牛乳」は供給元から低温輸送されたのち貯蔵されるが、変質しやすいため保管に細心の注意が必要とされる。牛乳や生クリームの配合率を上げると風味は向上するが脂肪分の分離を招く危険性がある。「粉乳」は保存性に優れるため輸送や保管が容易だが、ミルク本来の風味とはギャップを生じる。「煉乳」は調達コストの安さと濃厚な味わいで初期の缶コーヒーに多用されていたが、本格志向へと流行が移った90年代以降は主流から外れている。
これらの乳成分は加温販売時の熱によって酸化され、経時によって劣化が進めば特有の臭気を発するため「ビタミンE」などの酸化防止剤が添加されるが、いずれにせよ加温による風味の寿命は1〜2週間程度（通常の賞味期限は製造日から1年程度）と長くない。

### 甘味料
甘味料は缶コーヒーに甘みを与える。缶コーヒーにおける標準使用量は日本コーヒー飲料協会にて業界標準値を100mlあたり砂糖7.5gと定めており、「糖分○○%カット」などといった表示はこれを基準に行われている。近年では砂糖の使用量は減少傾向にあり、250g缶では現在でも標準使用量に近いものが多いが、190g缶では標準が100mlあたり6g台、「低糖・甘さ控えめ」は4g台、「微糖」は2g前後が一般的な使用量の水準となっている。これら微糖・低糖タイプの缶コーヒーは砂糖単独では甘味や成分の安定性が不足するため人工甘味料と併用されることが多い。微糖ニーズの高まりに合わせて需要を伸ばす微糖タイプは「味が薄い」と感じるユーザーも存在するため、工夫を凝らし様々な改良が行われている。
「砂糖」は最もナチュラルな甘味だが、原料の段階で耐熱性細菌の汚染源となる可能性がある。健康面においてはカロリーの心配や、う蝕（虫歯）・血糖値上昇の原因要素になる。使用される糖種はビートグラニュー糖（甜菜糖）が多く、上白糖は輸送上の問題から使用されることは殆どない。炭酸飲料などによく使用される「異性化糖」はアミノ酸に反応しやすく、加熱時に独特の臭味を発生させる（ストレッカー分解）可能性があるため、使用されてもその成分比率は低い。また、温度によって甘味の変化が激しい点も缶コーヒーと相性が悪い。主に微糖コーヒーの甘みを補うために使用されている「アセスルファムカリウム」や「スクラロース」のような人工甘味料は酵素や微生物に対しても非常に強く、成分の安定性も高い。ノンカロリーという点も時流に適しており、近年ではブラックとは異なり甘みのある「無糖コーヒー」という新たなジャンルの開拓にも寄与している。また、他の甘味料と併用すれば少量でも甘味が増す特性があるので、結果的に総量を減らすことができる。一方で味わいに対しては好みが分かれる。特に缶コーヒーのような雰囲気が重視される商品の場合、ケミカルな印象がマイナスイメージにもなりえる。

### 香料
香料は缶コーヒーの性格を決定する大きな要素となる。コーヒーの香り自体が熱に対して非常に弱く揮発しやすい（特にロースト感の消失が著しい）デリケートなものであるため、製造時の熱処理が多い缶コーヒーにおいては、香料による補完の必要性が生じる。そのためコーヒー液そのものの香りというよりは「挽きたての豆の香りが充満した部屋」のようなイメージで調合されることが多い。通常、焙煎豆から水や溶剤あるいは超臨界抽出装置を用いて抽出したエキスやエッセンスなどがベースとして精製され、必要に応じ合成香料と調合して使用される。また、高温殺菌の際に生じるレトルト臭をカバーする目的で添加されたり、乳成分のミルク感を向上させるため補助的にミルクフレーバーが使用される場合もある。一方、ダイドーの一部商品のように無香料を謳う商品もある。

### 乳化剤
乳化剤は乳成分とコーヒー液の分離を妨ぐ。初期の缶コーヒーは乳成分が分離することがよくあった（缶の内部に付着するため「リング」と呼ばれた）ため、よく振ってから飲用しなければならなかったが、乳化剤の発達により振る必要はほぼ無くなった。また、自販機による加温販売に伴い、耐熱性細菌（C. thermocellum）による酸敗事故が発生するようになったが、加熱殺菌による殺滅は実質不可能なため「ショ糖脂肪酸エステル（成分表記上は乳化剤）」の添加による抑制がとられるようになった。

## 缶コーヒーとリサイクル
缶コーヒーを生産する飲料工場から排出される産業廃棄物の大半は抽出後の「コーヒーかす」である。工場の規模によっては排出量が中途半端なため、処理業者に処分を依頼せざるを得ない場合もある。かすが発生しないインスタントコーヒーやコーヒーエキスなどに原料としての期待が寄せられた時期もあったが、品質の点でドリップ方式に劣るため主流になることはなかった。コーヒーかすの処理については公害が社会問題として表面化する1970年代にはすでに懸念材料となっており、近代に至るまでその有効利用法が模索されている。同じ嗜好飲料でもビール製造時に排出されるモルト粕やビール酵母などは再利用価値が高いことに比べ、コーヒーかすは用途の幅があまり広くない。ポピュラーな手段として土壌改良剤への再利用があるが、排出量と再利用量にギャップがありすぎるため必ずしも有効というわけではない。
再利用の例
- 堆肥（土壌改良剤）
- バイオ燃料（バイオコークス[40]・バイオディーゼル[41]）
- 鋳型の素材
- 活性炭（使い捨てカイロ[42]）

## 缶コーヒーのバリエーション
コーヒー入り炭酸飲料
コーヒー入り炭酸飲料は世界各国で周期的に発売される傾向がある。その個性的な風味は好き嫌いが極端に分かれるため、好奇心や目新しさで話題を呼ぶものの、定番化まで至らず販売終了となることが多い。古くは1954年に東京の鳥井飲料が「コーヒーサイダー」の名で商品化しており、「一家揃って晩餐後楽しめるもの」として好評を博したといわれる。缶入りでは1975年にアートコーヒーが「コーヒースカッシュ」の名で発売。2005年にもリバイバル販売された。ほかに、ネスレ日本「コーヒースカッシュ」（1989）、「スパークリング・カフェ」（2006）、UCC「フルスロットル」（2013）など。日本国外ではコーラ飲料との融合が多く、ペプシコ「Pepsi-Kona」（1995）、「Pepsi Kaffe」（2004）、コカ・コーラ「Coca-Cola Blāk」（2006）などがある。
フレーバー缶コーヒー
デザートコーヒーなどとも称される。欧米を発端とするグルメコーヒー・ブームに呼応して、日本でも1995年頃からアーモンドやヘーゼルナッツ、キャラメル、バニラ、シロップなどの風味を効かせたフレーバー缶コーヒーが販売されるようになった。しかしいずれもジャンルの一角を形成したといえるほどの成功には至らず、むしろこの流行はチルドカップ市場で発達している。サッポロ「ヘーゼルナッツ風味コーヒー・オレ」（1995）、ダイドー「カフェ・ア・ラ・モード」（1995）、キリンビバレッジ「ファイア メンソール」（2008）、日本コカ・コーラ「ジョージア 塩キャラメル・コーヒー」（2008）、アサヒ飲料「WONDA フレーバーズ」（2013）など。
珈琲豆入り缶コーヒー
1977年に「ベルミーコーヒー・ビーンズパック」の名でカネボウフーズより発売された。内部がフィルターで仕切られた二層構造になっており、缶底に仕込まれた本物のコーヒー豆から自販機の加温を利用して直接コーヒーを抽出する仕組み。
1999年に「豆入りコーヒー」の名で宝酒造より発売された。あらかじめ缶の中にコーヒー液やミルクと一緒にコーヒー豆を封入しておき、製造時の加熱殺菌を利用してコーヒーを抽出することで香りや旨みが缶内に封じ込められるという製法。
加熱機能付き缶コーヒー
1987年に「だんだんあつあつコーヒー」の名でAGFより発売された。日本酒の特殊容器に使用されていた加熱機構を缶コーヒーに採用したもので、生石灰と水を反応させて発熱を起こす仕掛けが施されている。
烏龍茶入り缶コーヒー
1988年に「烏龍珈琲」の名で森永製菓より発売された。
海洋深層水入り缶コーヒー
2009年に「LonCafe」の名でGOより発売された。
エナジー系缶コーヒー
2013年にアサヒ飲料が「WONDA パワーブレンドコーヒー」を発売した。缶コーヒーにエナジードリンクの成分を配合した。また2014年には興和が「コーワ パワードコーヒー」の名で発売、ローヤルゼリーなどのパワー成分に3つのビタミンが配合されている。
2023年にサントリーから発売された「ボス カフェイン」では、一般的なエナジードリンクを上回るカフェイン含有量などが問題視された。

## 缶コレクター
日本には日本国外のビール缶コレクターズクラブ「Brewery Collectibles Club of America」のようなコーヒー缶コレクター団体は存在しない。しかし個人単位でコレクターは数多く存在し、Web上などでそのコレクションの一部を見る事ができる。しかし、希少な缶が高い金銭価値を持っていたとしても、それらが詳しく体系化されるような活動はあまり盛んではない。また、日本以外の国においてコーヒー缶コレクターが存在する可能性があるが、存在したとしてもごく少数にとどまると推測される。

## その他
缶コーヒーは限定的な普及状況（前述）のため、その飲み方で日本人であるかどうか知られてしまう事がある。大韓航空機爆破事件の犯人である金賢姫は、派遣された日本の外交官が差し入れた熱い缶コーヒーを、飲む前に息で吹いて冷まそうとしたために正体を見破られた。本当に飲み慣れた日本人であれば熱くても吹くような習慣は乏しく、シチューなどの食べ方については定着していない欧米式マナー「吹かずに冷めるのを待つ」飲み方が、缶コーヒーについては逆に定着している。